# مسابقات قهرمانی کشتی آسیا ۱۹۹۶
کشتی قهرمانی آسیا ۱۹۹۶ یازدهمین دوره از رقابت‌های قهرمانی آسیا می‌باشد که از ۴ تا ۱۰ آوریل ۱۹۹۶ در ژیائوشان، چین برگزار گردید.

## جدول مدال‌ها
| رتبه            | کشور                | طلا | نقره | برنز | مجموع |
| --------------- | ------------------- | --- | ---- | ---- | ----- |
| ۱               | ژاپن                | ۸   | ۵    | ۵    | ۱۸    |
| ۲               | کرهٔ جنوبی           | ۵   | ۵    | ۱    | ۱۱    |
| ۳               | قزاقستان            | ۴   | ۲    | ۳    | ۹     |
| ۴               | ایران               | ۳   | ۱    | ۶    | ۱۰    |
| ۵               | ازبکستان            | ۳   | ۱    | ۲    | ۶     |
| ۶               | چین                 | ۲   | ۵    | ۳    | ۱۰    |
| ۷               | کرهٔ شمالی           | ۲   | ۱    | ۰    | ۳     |
| ۸               | سوریه               | ۱   | ۰    | ۰    | ۱     |
| –               | ایالات متحده آمریکا | ۱   | ۰    | ۰    | ۱     |
| ۹               | تایوان              | ۰   | ۵    | ۳    | ۸     |
| ۱۰              | مغولستان            | ۰   | ۳    | ۰    | ۳     |
| ۱۱              | ترکمنستان           | ۰   | ۱    | ۰    | ۱     |
| ۱۲              | قرقیزستان           | ۰   | ۰    | ۳    | ۳     |
| ۱۳              | فیلیپین             | ۰   | ۰    | ۲    | ۲     |
| مجموع (۱۳ کشور) | مجموع (۱۳ کشور)     | ۲۹  | ۲۹   | ۲۸   | ۸۶    |

## رده‌بندی تیمی
| رتبه | آزاد مردان | آزاد مردان | فرنگی مردان | فرنگی مردان | آزاد زنان | آزاد زنان |
| رتبه | تیم        | امتیازات   | تیم         | امتیازات    | تیم       | امتیازات  |
| ---- | ---------- | ---------- | ----------- | ----------- | --------- | --------- |
| ۱    | ایران      | ۷۸         | کرهٔ جنوبی   | ۸۳          | ژاپن      | ۸۷        |
| ۲    | کرهٔ جنوبی  | ۷۰         | چین         | ۷۱          | تایوان    | ۷۶        |
| ۳    | ژاپن       | ۶۶         | قزاقستان    | ۷۰          | چین       | ۴۵        |
| ۴    | ازبکستان   | ۵۹         | ژاپن        | ۶۸          | فیلیپین   | ۲۲        |
| ۵    | مغولستان   | ۵۱         | ازبکستان    |             | قزاقستان  | ۱۵        |

## خلاصه مدال‌ها

### آزاد مردان
| رویداد | طلا                       | نقره                                    | برنز                             |
| ۴۸ ک‌گ  | کیم ایل · کرهٔ شمالی       | Luvsan-Ishiin Sergelenbaatar · مغولستان | Vladimir Torgovkin · قرقیزستان   |
| ۵۲ ک‌گ  | ادهم آچیلف · ازبکستان     | Hideo Sasayama · ژاپن                   | بهنام طیبی · ایران               |
| ۵۷ ک‌گ  | ری یونگ-سام · کرهٔ شمالی   | Tserenbaataryn Tsogtbayar · مغولستان    | محمد طلایی · ایران               |
| ۶۲ ک‌گ  | تاکاهیرو وادا · ژاپن      | جانگ جائه-سونگ · کرهٔ جنوبی              | عباس حاج‌کناری · ایران            |
| ۶۸ ک‌گ  | بوریس بودایف · ازبکستان   | Hwang Sang-ho · کرهٔ جنوبی               | امیر توکلیان · ایران             |
| ۷۴ ک‌گ  | پارک جانگ سون · کرهٔ جنوبی | ماگومد کوروگلیف · قزاقستان              | عیسی مؤمنی · ایران               |
| ۸۲ ک‌گ  | روسلان خینچاگف · ازبکستان | یانگ هیونگ مو · کرهٔ جنوبی               | علیرضا حیدری · ایران             |
| ۹۰ ک‌گ  | رسول خادم · ایران         | اسلام بایراموکوف · قزاقستان             | تاتسو کاوای · ژاپن               |
| ۱۰۰ ک‌گ | عباس جدیدی · ایران        | Dolgorsürengiin Sumiyaabazar · مغولستان | کنستانتین الکساندروف · قرقیزستان |
| ۱۳۰ ک‌گ | ابراهیم مهربان · ایران    | Feng Aigang · چین                       | Igor Klimov · قزاقستان           |

### فرنگی مردان
| رویداد | طلا                          | نقره                       | برنز                                |
| ۴۸ ک‌گ  | سیم کوون-هو · کرهٔ جنوبی      | کانگ یونگ-گیون · کرهٔ شمالی | هیروشی کادو · ژاپن                  |
| ۵۲ ک‌گ  | خالد الفرج · سوریه           | Ha Tae-yeon · کرهٔ جنوبی    | Shamsiddin Khudoyberdiev · ازبکستان |
| ۵۷ ک‌گ  | یوری ملنیچنکو · قزاقستان     | Kenkichi Nishimi · ژاپن    | شنگ زتیان · چین                     |
| ۶۲ ک‌گ  | چوی سانگ-سون · کرهٔ جنوبی     | احد پازاج · ایران          | Hu Guohong · چین                    |
| ۶۸ ک‌گ  | Son Sang-pil · کرهٔ جنوبی     | Grigori Pulyaev · ازبکستان | Yasushi Miyake · ژاپن               |
| ۷۴ ک‌گ  | کیم جین سو · کرهٔ جنوبی       | Takamitsu Katayama · ژاپن  | Bakhtiyar Baiseitov · قزاقستان      |
| ۸۲ ک‌گ  | دولت تورلیخانوف · قزاقستان   | Park Myung-suk · کرهٔ جنوبی | Raatbek Sanatbayev · قرقیزستان      |
| ۹۰ ک‌گ  | سرگئی ماتوینکو · قزاقستان    | Rozy Rejepow · ترکمنستان   | Eom Jin-han · کرهٔ جنوبی             |
| ۱۰۰ ک‌گ | Anatoly Fedorenko · قزاقستان | با یانچوآن · چین           | Takashi Nonomura · ژاپن             |
| ۱۳۰ ک‌گ | Liu Guoke · چین              | Kenichi Suzuki · ژاپن      | Shermuhammad Quziev · ازبکستان      |

### آزاد زنان
| رویداد | طلا                                   | نقره                     | برنز                          |
| ۴۴ ک‌گ  | Shoko Yoshimura · ژاپن                | Chiu Jui-fen · تایوان    | Cristina Villanueva · فیلیپین |
| ۴۷ ک‌گ  | Miho Adachi · ژاپن                    | Zhong Xiue · چین         | Chang Wen-hsia · تایوان       |
| ۵۰ ک‌گ  | Tricia Saunders · ایالات متحده آمریکا | Kozue Kimura · ژاپن      | Liu Hongmei · چین             |
| ۵۳ ک‌گ  | Ryoko Sakae · ژاپن                    | Huang Chiu-yueh · تایوان | Gemma Silverio · فیلیپین      |
| ۵۷ ک‌گ  | Mariko Shimizu · ژاپن                 | Huang Chia-chi · تایوان  | Svetlana Volkova · قزاقستان   |
| ۶۱ ک‌گ  | Mikiko Miyazaki · ژاپن                | Kong Yan · چین           | Huang Wan-ling · تایوان       |
| ۶۵ ک‌گ  | Yayoi Urano · ژاپن                    | Wang Chaoli · چین        | Wu Huei-li · تایوان           |
| ۷۰ ک‌گ  | کیوکو هاماگوچی · ژاپن                 | Lee Yen-hiu · تایوان     | برنده نداشت                   |
| ۷۵ ک‌گ  | Liu Dongfeng · چین                    | Sha Ling-li · تایوان     | Reiko Sumiya · ژاپن           |